# United States Border Patrol

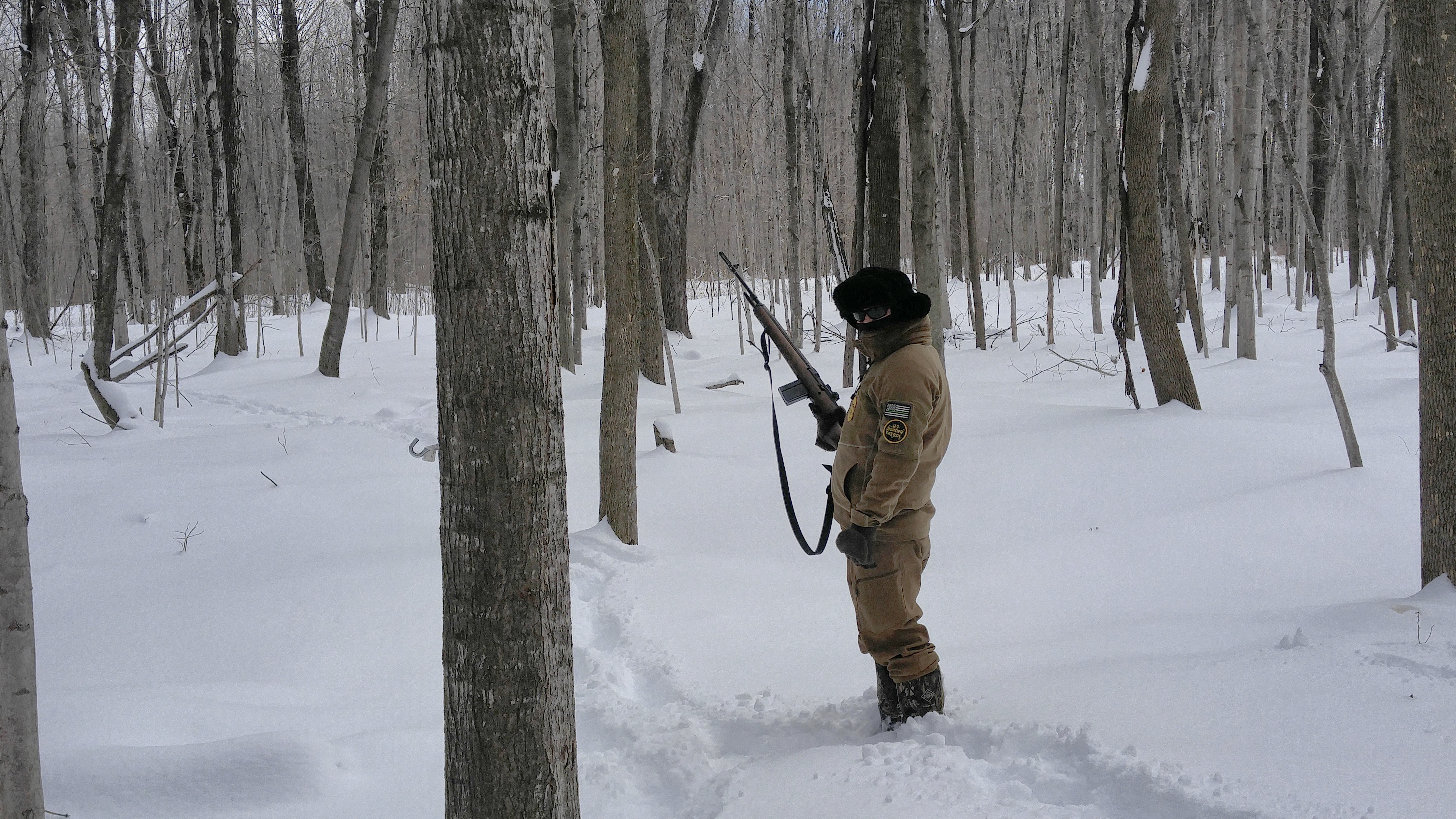
Un agent armé avec un fusil M14 traquant une personne dangereuse dans des conditions hivernales rigoureuses à la frontière nord avec le Canada.

La United States Border Patrol (USBP, en français « Patrouille frontalière des États-Unis ») est une agence fédérale de police (law enforcement agency) dont la mission est de détecter et empêcher l'immigration illégale, l'entrée de terroristes ou de leurs armes sur le territoire américain et d'empêcher la traite humaine ou la contrebande.

## Historique
L'USBP est créée le 28 mai 1924 à la suite de l'adoption de la loi d'immigration Johnson-Reed. La première station a commencé ses opérations à Détroit (Michigan) en juin 1924 pour la protection des 5 525 milles (8 891 km) de la frontière avec le Canada. En juillet, une deuxième station a commencé ses activités à El Paso au Texas avec 450 agents pour la protection des 1 954 milles (3 145 km) de la frontière avec le Mexique, la Border Patrol est devenue depuis 2003, le bras armé et en uniforme du Service des douanes et de la protection des frontières des États-Unis (CBP), une composante du département de la Sécurité intérieure des États-Unis créé cette année-là. 

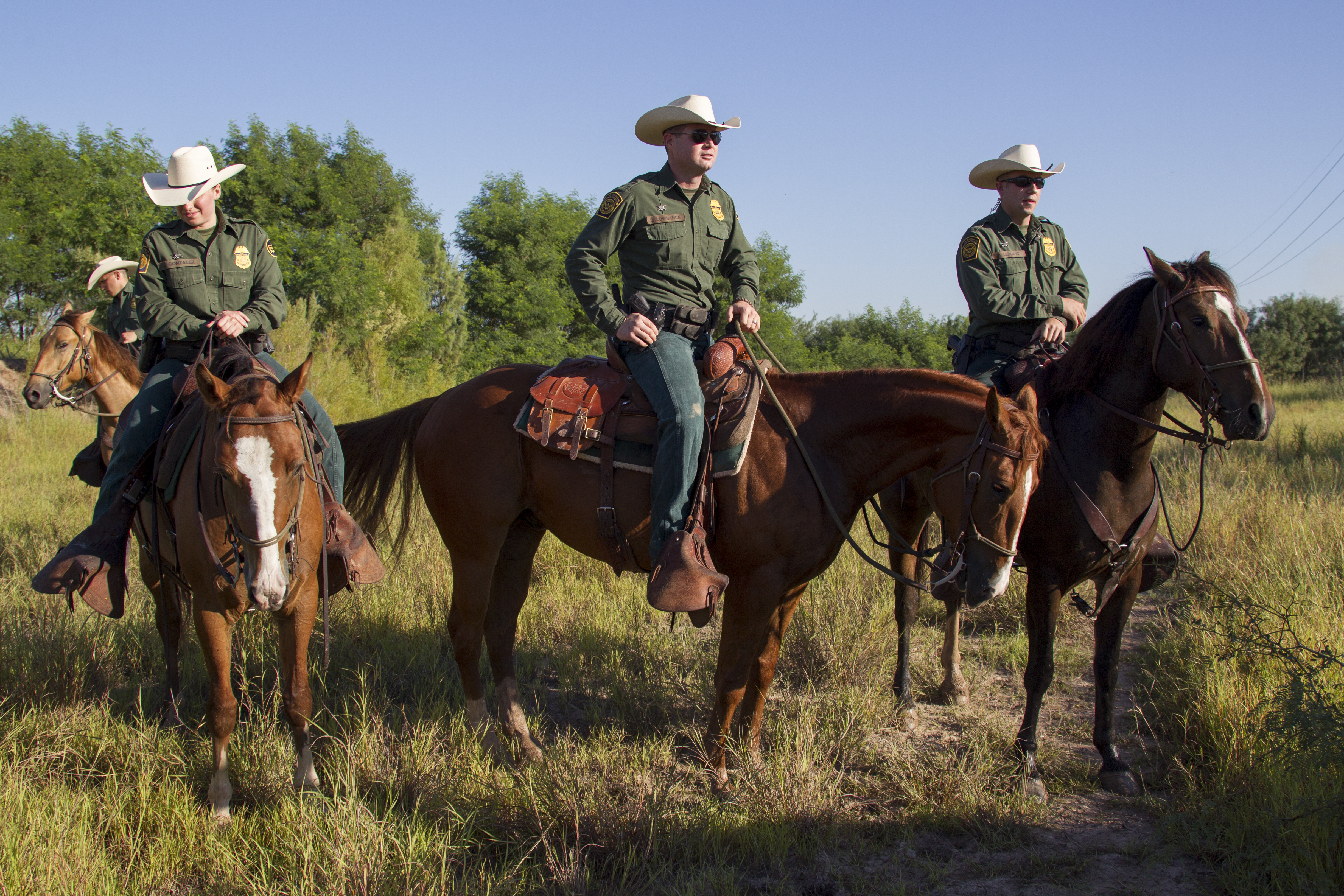
Patrouille à cheval dans le sud du Texas en 2013.

Elle compte, en 2017, 19 887 agents, répartis le long des frontières canadienne et mexicaine mais contrôlant aussi les eaux territoriales de Floride et de Porto Rico, ce qui en fait l'une des plus importantes agences de police des États-Unis. Pour l'année 2017, le Congrès américain lui a accordé un budget de 3,8 milliards de dollars. 
Son syndicat majoritaire, le National border Patrol Council, est le seul syndicat de travailleurs des États-Unis à avoir appelé à voter Donald Trump pour l'élection présidentielle de 2016.

## Polémiques
La Border Patrol est critiquée pour ses méthodes jugées cruelles. Les condamnations pour homicide demeurent néanmoins très rares, suscitant la colère de certaines associations de défense des droits de l'homme. En 2016, un rapport des autorités américaines souligne le risque de « corruption endémique » présent au sein de la force. Celle-ci est largement infiltrée par les cartels de drogue et des dizaines d'agents ont été retournés.

## Chefs de l'USBP
| Nom                         | Durée     | Notes                                                        |
| --------------------------- | --------- | ------------------------------------------------------------ |
| Willard F. Kelly            | 1924–1944 |                                                              |
| John Nelson                 | 1944–1946 |                                                              |
| Donald Tollaer              | 1946–1950 |                                                              |
| Harlon B. Carter            | 1950–1957 |                                                              |
| James F. Greene             | 1957–1959 |                                                              |
| Donald R. Coppock           | 1960–1973 |                                                              |
| Robert L. Stewart           | 1973–1977 |                                                              |
| Robin J. Clack              | 1977–1979 |                                                              |
| Donald Day                  | 1979–1980 | Intérim                                                      |
| Roger P. "Buck" Brandemuehl | 1980–1986 |                                                              |
| Hugh Brien                  | 1986–1989 |                                                              |
| Michael S. Williams         | 1990–1995 |                                                              |
| Douglas M. Kruhm            | 1995–1998 |                                                              |
| Gustavo de la Viña          | 1998–2004 |                                                              |
| David V. Aguilar            | 2004–2010 |                                                              |
| Michael J. Fisher           | 2010–2015 |                                                              |
| Ronald Vitiello             | 2015–2016 | Intérim                                                      |
| Mark Morgan                 | 2016–2017 | Démissionne le 26 janvier 2017.                              |
| Ronald Vitiello             | 2017      | Devenu sous-commissaire par intérim du CBP le 26 avril 2017. |
| Carla Provost               | 2017–2018 | Intérim                                                      |
| Carla Provost               | 2018–2020 | Promue de façon permanente, première femme chef              |
| Rodney Scott                | 2020–2021 |                                                              |
| Raul Ortiz                  | 2021–2023 |                                                              |
| Jason Owens                 | 2023-2025 |                                                              |